# Vlag van Hof van Twente

Vlag van de gemeente Hof van Twente

De vlag van Hof van Twente werd op 24 augustus 2010 als gemeentelijke vlag vastgesteld door de gemeenteraad van de Overijsselse gemeente Hof van Twente. De vlag kan als volgt worden beschreven:
Door een wit kruis gevierendeeld over een derde van de vlaglengte, van geel en groen, met bovenaan de broekzijde een groene mispelbloem en onderaan een gele berenklauw en bovenaan de vluchtzijde een geel lindeblad..
Opmerking: de armen van het kruis hebben een dikte van 1/10 van de hoogte van de vlag.
De vlag was ontworpen door de gemeente Hof van Twente, met symbolen die ontleend zijn aan het gemeentewapen, in de kleuren van de huisstijl van de gemeente. De mispel is afkomstig uit het wapen van Goor, maar staat tevens voor het bisdom Utrecht. De berenklauw is afkomstig uit het wapen van Diepenheim en het lindeblad verwijst naar de wapens van Ambt en Stad Delden en dat van Markelo.

## Verwante afbeeldingen

Wapen van Hof van Twente
Wapen van Goor
Wapen van Diepenheim
Wapen van Ambt Delden
Wapen van Stad Delden
Wapen van Markelo

Almelo 
· Borne 
· Dalfsen 
· Deventer 
· Dinkelland 
· Enschede 
· Haaksbergen 
· Hardenberg 
· Hellendoorn 
· Hengelo 
· Hof van Twente 
· Kampen 
· Losser 
· Oldenzaal 
· Olst-Wijhe 
· Ommen 
· Raalte 
· Rijssen-Holten 
· Staphorst 
· Steenwijkerland 
· Tubbergen 
· Twenterand 
· Wierden 
· Zwartewaterland 
· Zwolle